# منارة سيدي إفني
منارة سيدي إفني هي معلمة تاريخية ومنارة تقع في مدينة سيدي إفني بجهة كلميم واد نون في المغرب.  تدار المنارة من قبل هيئة الموانئ البحرية في وزارة التجهيز والنقل المغربية.

## تاريخ
كانت المناطق المحيطة بإيفني مقاطعة قديمة استعمرتها إسبانيا منذ عام 1934 إلى عام 1969. كانت المدينة مقر حاكم الصحراء الإسبانية. وعندما استعاد المغرب استقلاله عام 1956، بقيت إفني مستعمرة إسبانية حتى عام 1969. 

## هندسة معمارية
تم بناء مدينة سيدي إفني على هضبة فوق البحر وميناء صغير. تقع المنارة في وسط المدينة. تنبعث منها، مجموعة من 4 ومضات بيضاء، كل 30 ثانية، مرئية تصل إلى 45 كم.
المنارة عبارة عن برج مربع، مع معرض وفانوس، يرتفع المبنى من طابقين مطلية باللون الأبيض وقبة الفانوس سوداء مما يبرز الهندسة المعمارية الإيبيرية.

## المذكرات والمراجع
1. ↑  "Phares du Maroc" (بالفرنسية). Ministère de l'équipement du Maroc. Archived from the original on 2018-01-24.

## رابط خارجية
- (بالإنجليزية) منارات المغرب  : ساحل المحيط الأطلسي
- (بالإنجليزية) سيدي إفني لايت - مستكشف منارة
- قائمة ARLHS - المغرب
- وزارة التجهيز والنقل (المملكة المغربية)
- سيدي إفني - موقع Lightphotos.net